# Uferbewuchs der Eschach
Der Uferbewuchs der Eschach in Leutkirch im Allgäu wurde vom Landratsamt Wangen am 27. Juli 1953 durch Verordnung als Landschaftsschutzgebiet ausgewiesen. 

## Lage und Beschreibung
Das Landschaftsschutzgebiet Uferbewuchs der Eschach besteht aus zwei Teilgebieten und umfasst das Bett und die Ufer der Eschach, beginnend im Süden an der Ziegelhütte bis zur Brücke der Isnyer Straße sowie etwa 100 m oberhalb der Brücke der Zeppelinstraße bis zur Gemarkungsgrenze von Leutkirch. Das Gebiet ist fast durchgängig etwa 20 Meter breit. Lediglich an drei Stellen in den Bereichen Ziegelhütte und Obere Auen ist das Gebiet verbreitert und umfasst weitere gewässernahe Gehölzbestände. Durch die Siedlungsentwicklung der Stadt Leutkirch liegen große Teile des Gebiete heute im Innenbereich oder in unmittelbarer Stadtrandlage. Das Gebiet liegt im Naturraum Riß-Aitrach-Platten. Im Norden schließt jenseits der Bahnstrecke Leutkirch–Memmingen das FFH-Gebiet Aitrach, Ach und Dürrenbach an.